# 厦门市湖滨中学
24°28′28″N 118°06′23″E / 24.47444°N 118.10639°E
厦门市湖滨中学，原名福建省厦门第十二中学，成立于1985年，是福建省一级达标校。与泰国邦高皇家圣谕中学等国外中学进行了友好合作。

## 学校荣誉
1995年，福建省三级达标学校。
2002年，福建省二级达标学校。
2007年，福建省一级达标学校；
2007年12月，全国红十字模范校。
2015年8月，全国青少年足球特色校

## 历任校长
- 丁苏（1985-1989）
- 肖荣嘉（1991-2003）
- 郑务广（2003-2015）
- 叶瑞碧（2017-）[9]

## 负面消息
该校校足球队曾有一队员因纠纷将该校一名学生拖至天台殴打导致重伤，不治身亡。

## 相关链接
- 厦门湖滨中学网站